# Lac Marmette
Lac Marmette är en sjö i Kanada.   Den ligger i provinsen Québec, i den sydöstra delen av landet, 400 km norr om huvudstaden Ottawa. Lac Marmette ligger 409 meter över havet.
Trakten runt Lac Marmette är nära nog obefolkad, med mindre än två invånare per kvadratkilometer.